# Аццано-Дечимо
Аццано-Дечимо (італ. Azzano Decimo, вен. Azano Decimo) — муніципалітет в Італії, у регіоні Фріулі-Венеція-Джулія,  провінція Порденоне.
Аццано-Дечимо розташоване на відстані близько 450 км на північ від Рима, 90 км на захід від Трієста, 8 км на південь від Порденоне.
Населення — 15 739 осіб (2014).

## Демографія
Населення за роками:

Станом на 1 січня 2023 року в муніципалітеті офіційно проживало 1479 іноземців з 62 країн, серед них 489 громадян країн Євросоюзу та 74 громадяни України.

## Сусідні муніципалітети
- Кйонс
- Фьюме-Венето
- Пазіано-ді-Порденоне
- Порденоне
- Правіздоміні